# Fleißenbach
 (janvier 2016).
Si vous disposez d'ouvrages ou d'articles de référence ou si vous connaissez des sites web de qualité traitant du thème abordé ici, merci de compléter l'article en donnant les références utiles à sa vérifiabilité et en les liant à la section « Notes et références ».
La Fleißenbach est une rivière de Tchéquie et d'Allemagne de 29 km de long qui coule dans la région de Karlovy Vary et le land de Saxe. Elle est un affluent de l'Ohře et donc un sous-affluent de l'Elbe.